# 運天港
26°40′40″N 127°59′49″E / 26.67778°N 127.99694°E

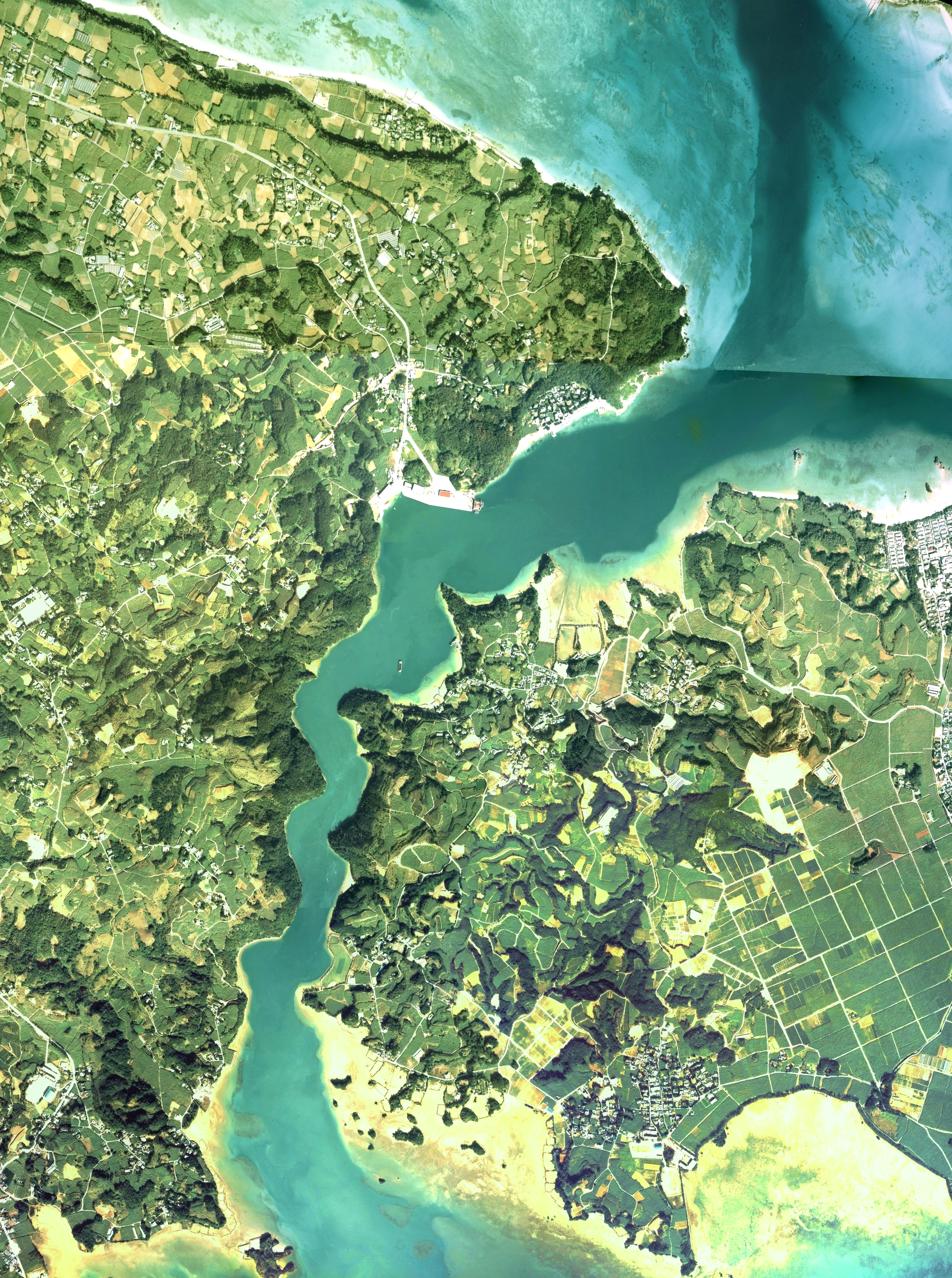
運天港及其附近

運天港（日语：／ Unten-kō，琉球語：／ ）是日本沖繩島北部的一個重要港口，位於沖繩縣國頭郡今歸仁村境內。包含對岸名護市的屋我地島以及跨羽地內海的一些小港區在內。港口的管理者是沖繩縣。
運天港與本部半島的本部港同為沖繩島北部重要港口。相傳源為朝曾逃到這裡登陸。在琉球國時代，這裡是防衛今歸仁城的要塞。17世紀薩摩入侵琉球時，第一步就是入侵運天港。